# Дин, Роб
Роб Дин (англ. Rob Dean; род. 23 апреля 1955, Хакни, Большой Лондон) — британский музыкант, ставший профессиональным иллюстратором, который получил известность, играя на соло-гитаре в составе британской группы Japan с 1975 по 1981 год

## Биография
Роб родом из района Клэптон в Хакни, на северо-востоке Лондона, Англия.

### Japan
Дин присоединился к Japan в 1975 году в возрасте 20 лет. Группа начинала в стиле альтернативного глэм-рока и стала популярной сенсацией новой волны в начале 1980-х. Дин покинул группу в мае 1981 года после их тура «Art of Parties», поскольку его гитарная работа становилась все более маргинальной по мере того, как они переходили на более электронное звучание.
Ранее он играл в их альбомах «Adolescent Sex» (1978), «Obscure Alternatives» (1978) и «Quiet Life» (1979). Его последние студийные записи были сделаны в альбоме «Gentlemen Take Polaroids», выпущенном в ноябре 1980 года. Дин покинул группу незадолго до того, как они достигли мейнстрим-успеха, который продолжался до тех пор, пока они окончательно не распались в декабре 1982 года.

### Коллаборации
После ухода из Japan он работал над некоторыми первоначальными идеями для сольного альбома с клавишником и композитором Роджером Мейсоном (клавишником, в частности, Гэри Нумана). В 1981 году он также принял участие в записи танцевального альбома Гэри Нумана. В 1987 году он сыграл в первом альбоме Sinéad O’connor «The Lion and the Cobra» (для которого он стал соавтором одной из песен). Дин продолжал работать над проектами со Стивом Джансеном, Ричардом Барбьери и Миком Карном, такими как сборник 1995 года и ряд других работ на их лейбле Medium Productions.

## Другие проекты

### Vivabeat
Vivabeat (при поддержке Питера Гэбриэла) объединили в себе влияние британского арт-рока 70-х с роскошным синти-попом в исполнении Дэвида Боуи, Roxy Music и Sparks. Группа стала первой американской группой, подписавшей контракт с лейблом Charisma Records. Трек «Man From China» из их дебютного альбома «Party in the War Zone» стал мировым хитом группы. Дин сыграл на последующем сингле «The House is Burning (But There’s No One Home)», который был включён в одноимённый мини-альбом группы. Песня и видеоклип «The House is Burning» (также с участием Дина) появились в фильме Брайана Депалмы «Подставное Тело». В 2001 году был выпущен альбом «Best Of» Vivabeat под названием «The Good Life», в котором Дин записал несколько треков.

## Сегодняшние дни
В настоящее время Дин занимается в основном орнитологией, пишет статьи о птицах Центральной Америки. Он живёт в Монтеверде, Коста-Рика, и, теперь известный как Роберт Дин, зарекомендовал себя как эксперт по жизни птиц в регионе. В 2007 году Дин сотрудничал в качестве иллюстратора с автором Ричардом Гарригесом (англ. Richard Garrigues) в издании «Птицы Коста-Рики: полевой путеводитель», а в 2010 году (совместно с автором Джорджем Ангером) — «Птицы Панамы: полевой путеводитель». Сообщалось, что он время от времени играет на гитаре в местных группах, включая рок-группу в Монтеверде Chanchos de Monte, фронтменом которой является Алан Мастерс.
Совсем недавно Роберт сформировал группу под названием «Light of Day» вместе с Айзеком Морагой, и в 2019 году была завершена работа над их дебютным альбомом «Dimensions», релиз которого ожидается в Великобритании, Европе и Латинской Америке в 2020 году. Кроме того, к выпуску в Коста-Рике в 2020 году готовится альбом на испанском языке, содержащий альтернативные версии нескольких треков из альбома.